# Fridrich Ulrich Brunšvicko-Lüneburský
Fridrich Ulrich Brunšvicko-Lüneburský (5. dubna 1591, Wolfenbüttel – 11. srpna 1634, Braunschweig) byl od roku 1613 brunšvicko-lüneburským vévodou a wolfenbüttelským knížetem.

## Život
Fridrich Ulrich se narodil jako nejstarší syn vévody Jindřicha Julia Brunšvicko-Lüneburského a jeho druhé manželky Alžběty Dánské, dcery dánského krále Frederika II. Fridrich studoval na univerzitách v Helmstedtu a Tübingenu.

### Anglie 1610
V březnu 1610 Fridrich Ulrich navštívil svou tetu Annu Dánskou v Anglii, kde pobýval v St James's Palace s princem Jindřichem, který ho vzal na prohlídku lodi Prince Royal ve Woolwich. Podnikl cestu po jihozápadě, navštívil Oxford, Gloucester, Bath, a Bristol, kde se dozvěděl o zavraždění francouzského krále Jindřicha IV. a poté svou cestu ukončil. Básník sir David Murray, gentleman z domácnosti prince Jindřicha, který řídil část cesty, použil na výdaje 1000 liber. Fridrich se zúčastnil průvodu London's Love to Prince Henry a Tethys' Festival, které se konaly na počest nového prince z Walesu, prince Jindřicha. V dubnu vystoupil na turnaji "běh k prstenu". Princ z Walesu mu daroval jeho portrét namalovaný Isaacem Oliverem. Král Jakub I. mu dal šperk a prsten za 1900 liber od Petera Vanlora, který Fridrich věnoval princezně Alžbětě. Po smrti prince Jindřicha v roce 1612 byl vévodovi poslán oblek z pozlaceného brnění.

### Brunšvicko-lüneburský vévoda
Fridrich Ulrich se stal vévodou po smrti svého otce v roce 1613. V roce 1615 se zapojil do války s městem Braunschweig, které se zdráhalo uznat jeho vládu.
V letech 1616 až 1622 byl de facto sesazen svou matkou Alžbětou, která ho sesadila s pomocí svého bratra krále Kristiána IV., a to kvůli Fridrichovu alkoholismu; vládu vedl Anton von Streithorst, který téměř zničil stát těžbou mincí z levných kovů, čímž způsobil inflaci. Kvůli špatné situaci v zemi nechal král Kristián Fridricha, aby se znovu ujal vlády. Pomocí šlechty se mu podařilo znovu získat kontrolu nad státem a členové Streithorstovy vlády uprchli ze země.
Kvůli Fridrichově nerozhodnosti a slabosti byl Braunschweig během třicetileté války silně vypleněn - jak katolickými silami Tilly a Pappenheima, tak protestantskými silami dánského krále Kristiána a švédského rále Gustava Adolfa. Vévoda během této doby ztratil většinu svého území.
Vévoda Fridrich Ulrich zemřel 11. srpna 1634 ve věku 43 let v Braunschweigu na nehodu.

## Manželství a potomci
Fridrich Ulrich se v roce 1614 oženil s Annou Žofií (1598–1659), dcerou braniborského kurfiřta Jana Zikmunda. Manželé neměli potomky a Fridrich se chtěl s Annou rozvést, než však k rozvodu došlo, vévoda zemřel. Anna Žofie strávila své vdovství v Schöningenu, kde založila renomovanou školu Anna-Sophianeum.

## Vývod z předků
|                                       |                                       |  |                    |                                     |  |  |  |  |  |  |  | Jindřich IV. Brunšvicko-Lüneburský |
|                                       |                                       |  |                    |                                     |  |  |  |  |  |  |  |                                    |
|                                       | Jindřich V. Brunšvicko-Lüneburský     |  |                    |                                     |  |  |  |  |  |  |  |                                    |
|                                       |                                       |  |                    |                                     |  |  |  |  |  |  |  |                                    |
|                                       |                                       |  |                    | Kateřina Pomořanská                 |  |  |  |  |  |  |  |                                    |
|                                       |                                       |  |                    |                                     |  |  |  |  |  |  |  |                                    |
|                                       | Julius Brunšvicko-Lüneburský          |  |                    |                                     |  |  |  |  |  |  |  |                                    |
|                                       |                                       |  |                    |                                     |  |  |  |  |  |  |  |                                    |
|                                       |                                       |  |                    | Jindřich Württemberský              |  |  |  |  |  |  |  |                                    |
|                                       |                                       |  |                    |                                     |  |  |  |  |  |  |  |                                    |
|                                       | Marie Württemberská                   |  |                    |                                     |  |  |  |  |  |  |  |                                    |
|                                       |                                       |  |                    |                                     |  |  |  |  |  |  |  |                                    |
|                                       |                                       |  |                    | Eva ze Salmu                        |  |  |  |  |  |  |  |                                    |
|                                       |                                       |  |                    |                                     |  |  |  |  |  |  |  |                                    |
|                                       | Jindřich Julius Brunšvicko-Lüneburský |  |                    |                                     |  |  |  |  |  |  |  |                                    |
|                                       |                                       |  |                    |                                     |  |  |  |  |  |  |  |                                    |
|                                       |                                       |  |                    | Jáchym I. Nestor Braniborský        |  |  |  |  |  |  |  |                                    |
|                                       |                                       |  |                    |                                     |  |  |  |  |  |  |  |                                    |
|                                       | Jáchym II. Hektor Braniborský         |  |                    |                                     |  |  |  |  |  |  |  |                                    |
|                                       |                                       |  |                    |                                     |  |  |  |  |  |  |  |                                    |
|                                       |                                       |  |                    | Alžběta Dánská                      |  |  |  |  |  |  |  |                                    |
|                                       |                                       |  |                    |                                     |  |  |  |  |  |  |  |                                    |
|                                       | Hedvika Braniborská                   |  |                    |                                     |  |  |  |  |  |  |  |                                    |
|                                       |                                       |  |                    |                                     |  |  |  |  |  |  |  |                                    |
|                                       |                                       |  |                    | Jiří Saský                          |  |  |  |  |  |  |  |                                    |
|                                       |                                       |  |                    |                                     |  |  |  |  |  |  |  |                                    |
|                                       | Magdalena Saská                       |  |                    |                                     |  |  |  |  |  |  |  |                                    |
|                                       |                                       |  |                    |                                     |  |  |  |  |  |  |  |                                    |
|                                       |                                       |  |                    | Barbora Jagellonská                 |  |  |  |  |  |  |  |                                    |
|                                       |                                       |  |                    |                                     |  |  |  |  |  |  |  |                                    |
| Fridrich Ulrich Brunšvicko-Lüneburský |                                       |  |                    |                                     |  |  |  |  |  |  |  |                                    |
|                                       |                                       |  |                    |                                     |  |  |  |  |  |  |  |                                    |
|                                       |                                       |  | Frederik I. Dánský |                                     |  |  |  |  |  |  |  |                                    |
|                                       |                                       |  |                    |                                     |  |  |  |  |  |  |  |                                    |
|                                       | Kristián III. Dánský                  |  |                    |                                     |  |  |  |  |  |  |  |                                    |
|                                       |                                       |  |                    |                                     |  |  |  |  |  |  |  |                                    |
|                                       |                                       |  |                    | Anna Braniborská                    |  |  |  |  |  |  |  |                                    |
|                                       |                                       |  |                    |                                     |  |  |  |  |  |  |  |                                    |
|                                       | Frederik II. Dánský                   |  |                    |                                     |  |  |  |  |  |  |  |                                    |
|                                       |                                       |  |                    |                                     |  |  |  |  |  |  |  |                                    |
|                                       |                                       |  |                    | Magnus I. Sasko-Lauenberský         |  |  |  |  |  |  |  |                                    |
|                                       |                                       |  |                    |                                     |  |  |  |  |  |  |  |                                    |
|                                       | Dorotea Sasko-Lauenburská             |  |                    |                                     |  |  |  |  |  |  |  |                                    |
|                                       |                                       |  |                    |                                     |  |  |  |  |  |  |  |                                    |
|                                       |                                       |  |                    | Kateřina Brunšvicko-Wolfenbüttelská |  |  |  |  |  |  |  |                                    |
|                                       |                                       |  |                    |                                     |  |  |  |  |  |  |  |                                    |
|                                       | Alžběta Dánská                        |  |                    |                                     |  |  |  |  |  |  |  |                                    |
|                                       |                                       |  |                    |                                     |  |  |  |  |  |  |  |                                    |
|                                       |                                       |  |                    | Albrecht VII. Meklenburský          |  |  |  |  |  |  |  |                                    |
|                                       |                                       |  |                    |                                     |  |  |  |  |  |  |  |                                    |
|                                       | Oldřich III. Meklenburský             |  |                    |                                     |  |  |  |  |  |  |  |                                    |
|                                       |                                       |  |                    |                                     |  |  |  |  |  |  |  |                                    |
|                                       |                                       |  |                    | Anna Braniborská                    |  |  |  |  |  |  |  |                                    |
|                                       |                                       |  |                    |                                     |  |  |  |  |  |  |  |                                    |
|                                       | Žofie Meklenburská                    |  |                    |                                     |  |  |  |  |  |  |  |                                    |
|                                       |                                       |  |                    |                                     |  |  |  |  |  |  |  |                                    |
|                                       |                                       |  |                    | Frederik I. Dánský                  |  |  |  |  |  |  |  |                                    |
|                                       |                                       |  |                    |                                     |  |  |  |  |  |  |  |                                    |
|                                       | Alžběta Dánská                        |  |                    |                                     |  |  |  |  |  |  |  |                                    |
|                                       |                                       |  |                    |                                     |  |  |  |  |  |  |  |                                    |
|                                       |                                       |  |                    | Žofie Pomořanská                    |  |  |  |  |  |  |  |                                    |
|                                       |                                       |  |                    |                                     |  |  |  |  |  |  |  |                                    |